# Beなんとか
Beなんとか（読み：べなんとか）（「BEなんとか」とも表記される）は、日本の漫画家。主に成人向け漫画を執筆している。

## 作品リスト
1. 『10から始める英才教育』 2017年7月28日発売[2]、茜新社〈TENMACOMICS LO #215〉、ISBN 978-4-86349-645-3
  - ビッチ英才教育 （COMIC LO 2015年5月号）
  - 順番は守ろう （COMIC LO 2017年1月号）
  - 住めば都 （COMIC LO 2016年2月号）
  - マジLOVE☆いもうと （COMIC LO 2015年7月号）
  - 恋人は義兄弟 （COMIC LO 2014年11月号）
  - スーパーレア小学生 （COMIC LO 2014年6月号）
  - ぞんぞんびより （永遠娘 vol.2）
  - えいえんのわかばガール （永遠娘 vol.1）
2. 『らぶほりっく！』 2018年10月19日発売[3]、ワニマガジン社〈ワニマガジンコミックススペシャル〉、ISBN 978-4-86269-588-8
  - わーかーほりっく （COMIC失楽天 2014年11月号）
  - 恒例情事 （COMIC快楽天 2018年7月号）
  - 後輩（強） （COMIC快楽天 2015年12月号）
  - 自宅でーと （COMIC快楽天 2016年8月号）
  - 幼馴染みの告白×2 （COMIC快楽天 2016年4月号）
  - 純異性交遊 （COMIC快楽天 2015年8月号）
  - ギリ義理カップル （COMIC快楽天 2018年9月号）
  - 後日談 （COMIC快楽天 2017年1月号）
  - 夢はお嫁さん系ヤンキー （COMIC快楽天 2018年4月号）
  - ニセモノであればこそ （描き下ろし）
3. 『えろまんちっくデイズ』 2021年5月14日発売[4]、ワニマガジン社〈ワニマガジンコミックススペシャル〉、ISBN 978-4-86269-779-0
  - 私のモノサシ （COMIC快楽天 2020年7月号）
  - ガチ恋クラスチェンジ （COMIC快楽天 2019年1月号）
  - 現代エルフと異世界（グローバル）婚 （COMIC快楽天 2020年4月号）
  - エロマンガが先生 （COMIC快楽天 2019年8月号）
  - 推しカプのSEX見隊 （COMIC快楽天 2019年10月号）
  - 推しがプロ意識の塊 （COMIC快楽天 2019年4月号）
  - 病ンヤン （COMIC快楽天 2020年2月号）
  - 愛しきコウハイ （COMIC快楽天 2019年6月号）
  - 炎の生徒会長 （COMIC快楽天 2020年10月号）